# Cyganka
Cyganka [pronunciación en polaco: /t͡sɨˈɡanka/] es un pueblo en el distrito administrativo de Gmina Dębe Wielkie, dentro del Distrito de Mińsk, Voivodato de Mazovia, en el centro-este de Polonia. Se encuentra aproximadamente 4 kilómetros al del norte-del este de Dębe Wielkie, 6 kilómetros al noroeste de Mińsk Mazowiecki, y 35 kilómetros al este de Varsovia.